# Miguel Cardona

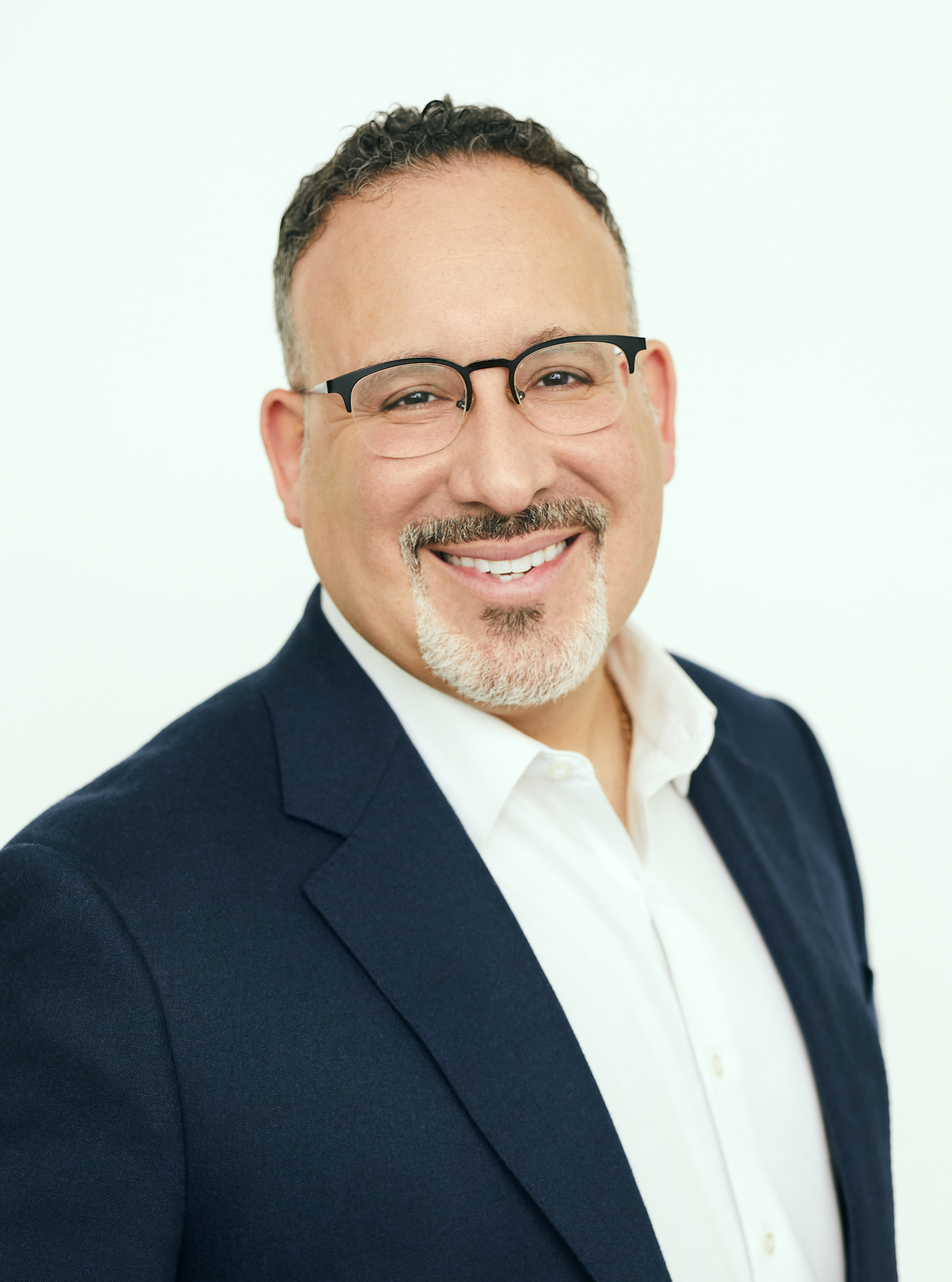
Miguel Cardona (2021)

Miguel Angel Cardona (* 11. Juli 1975 in Meriden, Connecticut) ist ein US-amerikanischer Pädagoge. Von März 2021 bis 20. Januar 2025 war er Bildungsminister der Vereinigten Staaten im Kabinett Biden.

## Leben
Die Eltern stammen aus Puerto Rico. Daher spricht er Spanisch als Muttersprache und lernte Englisch im Kindergarten. Er besuchte die H.C. Wilcox Technical High School und legte das Bachelor of Arts Examen in Pädagogik an der Central Connecticut State University ab, dem der Master of Arts in bilingualer und bikultureller Pädagogik folgte. Den Doktorgrad erwarb er an der University of Connecticut. Die Dissertation ist den Unterschieden zwischen englischsprachigen Lernern und ihren anderssprachigen Mitschülern gewidmet.
Cardona unterrichtete zuerst als Grundschullehrer an der Israel Putnam Elementary School in Meriden. 2003 wurde er an der Hanover Elementary School zum jüngsten Schulleiter des Staates ernannt. 2015 bis 2019 diente er als Assistant Superintendent for Teaching and Learning in seiner Heimatstadt. Cardona lehrte auch Pädagogik als Adjunct Professor an der University of Connecticut.
Im August 2019 ernannte Gouverneur Ned Lamont ihn zum Commissioner of Education, als ersten Latino in dieser Position.
2002 heiratete Cardona Marissa Pérez, eine frühere Miss Connecticut. Sie haben zwei Kinder.

## Karriere
Cardona begann seine Karriere als Lehrer der vierten Klasse der Israel Putnam Elementary School in Meriden, Connecticut. 2003 wurde er an der Hanover Elementary School befördert und zehn Jahre lang zum jüngsten Schulleiter in der Landesgeschichte ernannt. Von 2015 bis 2019 war Cardona stellvertretender Superintendent für Lehren und Lernen in seiner Heimatstadt.
Cardona war außerdem Professor für Pädagogik an der Abteilung für Bildungsführung der Universität von Connecticut. Während seiner Karriere konzentrierte er sich darauf, Lücken zwischen Englischlernenden und deren Gleichaltrigen zu schließen.
Im August 2019 ernannte Gouverneur Ned Lamont Cardona zum Bildungskommissar. Cardona ist der erste Latino, der in diese Position berufen wurde.
Cardona war während der Rede des US-Präsidenten Joe Biden zur Lage der Nation am 7. März 2024 der Designated Survivor der US-Regierung.

### Bildungsminister der Vereinigten Staaten
Im Dezember 2020 trat Cardona als Kandidat für den US-Bildungsminister im Kabinett des gewählten Präsidenten Joe Biden auf, obwohl noch keine endgültige Entscheidung getroffen worden war. Biden hat ihn wichtigen, aber konkurrierenden Vorsitzenden von Lehrergewerkschaften vorgezogen, die auch im Gespräch für das Amt waren, Lily Eskelsen García und Randi Weingarten. Biden äußerte später seine Absicht, Cardona zum Bildungsminister zu ernennen. Er war von Linda Darling-Hammond auf Cardona aufmerksam gemacht worden.
Am 1. März 2021 wurde die Nominierung durch den US-Senat bestätigt, so dass Cardona sein Amt antreten konnte.
Cardona sorgte für eine hohe zusätzliche Finanzierung vieler staatlicher K 12-Schulen, ohne bis 2023 große Verbesserungen zu erzielen. Die besten Schulen sind ausnahmslos privat.

## Einzelbelege
1. ↑  Biden To Pick Connecticut Schools Chief Miguel Cardona As Education Secretary. Abgerufen am 22. Dezember 2020 (englisch).
2. ↑  About CSDE--Commissioner. Abgerufen am 22. Dezember 2020 (englisch).
3. ↑  Biden picks Connecticut schools chief as education secretary. 22. Dezember 2020, abgerufen am 22. Dezember 2020.
4. 1 2  Miguel A. Cardona. Archiviert vom Original (nicht mehr online verfügbar) am 29. Januar 2021; abgerufen am 22. Dezember 2020.
5. ↑  Biden to pick Connecticut education commissioner for top schools post. Abgerufen am 22. Dezember 2020 (englisch).
6. ↑  Diane Alverio: Meriden's Dr. Miguel Cardona: From Student To Administrator. In: CT Latino News. 2. Juli 2015, abgerufen am 22. Dezember 2020 (englisch).
7. ↑  The Washington Post. Abgerufen am 19. Januar 2021 (englisch).
8. ↑  Biden chooses Connecticut education commissioner for top schools post. Abgerufen am 19. Januar 2021 (englisch).
9. ↑  Biden picks Connecticut schools chief as education secretary. 22. Dezember 2020, abgerufen am 19. Januar 2021.
10. ↑  About CSDE--Commissioner. Abgerufen am 19. Januar 2021 (englisch).
11. ↑  Connecticut’s Miguel Cardona in the mix for Biden's education secretary. In: The CT Mirror. 17. Dezember 2020, abgerufen am 19. Januar 2021 (amerikanisches Englisch).
12. ↑  Hans Nichols: Biden leaning toward Miguel Cardona for education secretary. Abgerufen am 19. Januar 2021 (englisch).
13. ↑  Dr. Miguel Cardona, Secretary of Education. Abgerufen am 19. Januar 2021 (amerikanisches Englisch).
14. ↑  Connecticut's Miguel Cardona in the mix for Biden's education secretary. In: The CT Mirror. 17. Dezember 2020, abgerufen am 19. Januar 2021 (amerikanisches Englisch).
15. ↑  Katie Lobosco CNN: Miguel Cardona confirmed as education secretary. Abgerufen am 2. März 2021.
16. ↑  Libby Stanford: Miguel Cardona: There's No 'Magic Strategy' to Help Students Get Back on Track. In: Education Week. 19. Oktober 2023, ISSN 0277-4232 (edweek.org [abgerufen am 18. Januar 2024]).
17. ↑  Niche: K-12 School Ratings and Statistics. In: Niche. (niche.com [abgerufen am 18. Januar 2024]).

| Personendaten    | Personendaten                              |
| ---------------- | ------------------------------------------ |
| NAME             | Cardona, Miguel                            |
| ALTERNATIVNAMEN  | Cardona, Miguel Angel (vollständiger Name) |
| KURZBESCHREIBUNG | US-amerikanischer Pädagoge                 |
| GEBURTSDATUM     | 11. Juli 1975                              |
| GEBURTSORT       | Meriden, Connecticut                       |